# Petar Radaković
Petar Radaković (Fiume, 1937. február 22. – Fiume, 1966. november 1.) horvát labdarúgó. 
A jugoszláv válogatott tagjaként részt vett az 1962-es világbajnokságon. Fiatalon, 29 évesen hunyt el szívinfarktusban.